# Frêne noir
Fraxinus nigra
Espèce
Classification APG III (2009)
Statut de conservation UICN

 CR  : 
En danger critique
Le Frêne noir (Fraxinus nigra) est une espèce de plantes à fleurs de la famille des Oleaceae. C'est un arbres originaire d'Amérique du Nord.
Il est aussi connu sous les noms de frêne de grève et de frêne gras.

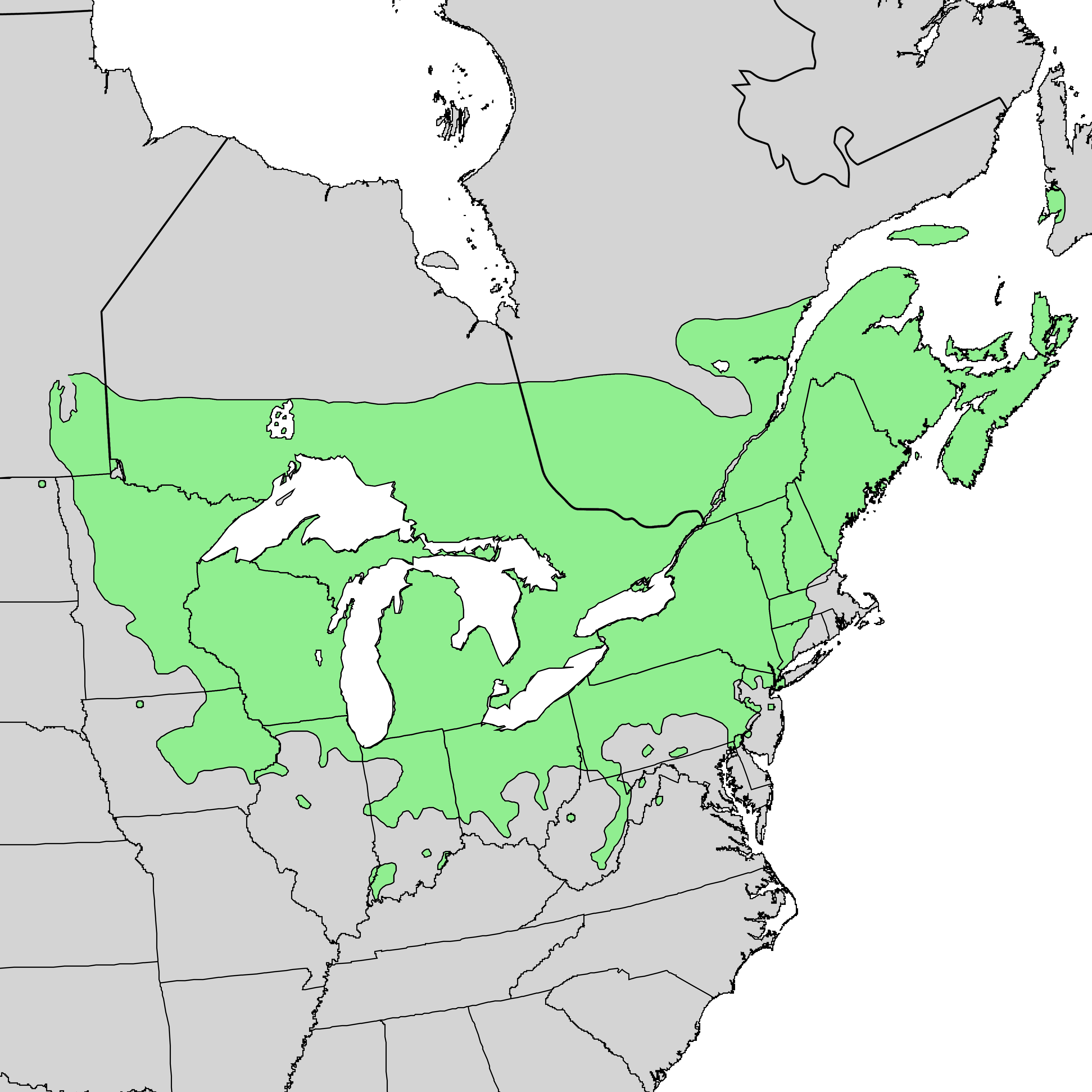
Aire de distribution naturelle du frêne noir.

Autrefois très abondante dans les forêts et villes du Nord-Est américain, cette espèce est aujourd'hui considérée, avec le frêne bleu et le frêne blanc, en danger critique d'extinction par l'UICN. La raison de ce déclin est l'arrivée d'une espèce exotique de coléoptères appelée agrile du frêne et dont l'invasion a tué plusieurs millions de frênes ravageant ainsi les populations du Canada et des États-Unis,. En 2014, le Service des forêts des États-Unis estimait que l'invasion de l'agrile du frêne pourrait décimer 90% des frênes nord-américains.
En Amérique du Nord, cet arbre fait partie des traditions de nombreux peuples autochtones en vannerie (ex. tressage de panier), notamment les Abénakis, ou les Mohawks (anglais). En effet, une fois abattu, il est possible d'en tirer de longues éclisses, à la fois malléables et résistantes.

## Description
Ce petit arbre avec une couronne étroite a une écorce gris clair qui est molle et ressemble à du liège lorsque l’arbre est jeune, et s’écaille avec l’âge. Les folioles de forme ovale qui composent les tiges centrales sont de couleur vert foncé et saillantes. Les feuilles entières, contrairement aux folioles simples, ont tendance à tomber à l’automne.